# 薩布拉
薩布拉（法語：Saboula），是馬里的城鎮，位於該國西部，由卡伊區的基塔省負責管轄，面積440平方公里，海拔高度369米，2009年人口6,193，人口密度每平方公里14.09人。